# Split Beaver
Split Beaver war eine New-Wave-of-British-Heavy-Metal- und Rock-Band aus Wolverhampton, die 1979 gegründet wurde und sich etwa Ende der 1980er Jahre auflöste.

## Geschichte
Die Band wurde Ende 1979 von dem Sänger Darrel Whitehouse und dem Gitarristen Mike Hoppett gegründet, wobei die ursprüngliche Besetzung noch über zwei Gitarristen verfügte. Nachdem einer dieser die Gruppe verlassen hatte, bestand die Besetzung neben Whitehouse und Hoppett aus dem Bassisten Alan Rees und dem Schlagzeuger Keith Alan. Die Band unterzeichnete einen Plattenvertrag bei Heavy Metal Records, ehe sie in der ersten Ausgabe des Magazins Kerrang in der Sparte Armed and Ready aufgeführt wurde. 1981 erschien die Doppel-A-Seite-Single Savage mit Hound of Hell, die im selben Jahr aufgenommen worden war. Kurz darauf war die Band mit dem Song Running Wild auf dem Sampler Heavy Metal Heroes zu hören. Im folgenden Jahr schlossen sich die Aufnahmen zum Debütalbum an. Mittlerweile war Mick Dunn als neuer Schlagzeuger in der Besetzung. Das Album erschien im selben Jahr bei Heavy Metal Records unter dem Namen When Hell Won't Have You. Verschiedene Lieder hiervon waren regelmäßig in den Heavy-Metal-Charts vertreten. Da das Album jedoch kaum erfolgreich war, schloss sich kein zweites an. In veränderter Besetzung war die Band für den Rest des Jahrzehnts sporadisch in den Midlands aktiv und trat dabei zusammen mit The Handsome Beasts und Starfighters Ende der 1980er Jahre auf. 1988 erschien zudem ein neues Demo. Die Band löste sich später auf.

## Stil
Malc Macmillan schrieb in The N.W.O.B.H.M. Encyclopedia, dass die Band bei den Liedern der Single und des Samplerbeitrags durch Boogie-Woogie und Rock ’n’ Roll beeinflusst wurde, wofür lokalen Gruppen wie Speed Limit und Starfighters die Grundlage geschaffen hätten. Als weitere Einflüsse würden Motörhead und Tank gelten. Das Album biete eine Mischung aus schwerem Boogie, Blues, derbem Rock und ruhigeren Momenten. Laut Otger Jeske in NWoBHM New Wave of British Heavy Metal The glory Days ist die Musik des Albums eigenständig, welches jedoch mehr seine Ursprünge im Boogie und Rock ’n’ Roll als im Heavy Metal habe. The International Encyclopedia of Hard Rock and Heavy Metal befand, dass die Band gewöhnlichen Heavy Metal spielt, wie er im Nordosten Englands üblich sei. Colin Larkin schrieb in The Guinness Who’s Who of Heavy Metal Second Edition, dass die Band schwerfälligen und klischeereichen Rock spielt, der durch Deep Purple und Thin Lizzy beeinflusst worden sei, dem es jedoch an Esprit und Spielvermögen fehle. Das Album biete schnellere Rocksongs. Martin Popoff gab in seinem Buch The Collector’s Guide of Heavy Metal Volume 2: The Eighties an, dass die Band auf When Hell Won't Have You genau so nah an Boogie und Blues war wie an Iron Maiden. Das Lied Hounds of Hell könne man dem Speed Metal zuordnen. Insgesamt biete das Album eine Mischung aus Pub-Rock und neuerem Metal, sodass man es als „UK biker rock“ zusammenfassen könne.

## Diskografie
- 1981: Savage / Hound of Hell (Single, Heavy Metal Records)
- 1982: When Hell Won't Have You (Album, Heavy Metal Records)
- 1988: Demo (Demo, Eigenveröffentlichung)